# Renate Reif
Renate Reif (* 1961 in der Tschechoslowakei; früher Renate Egger-Wenzel) ist eine österreichische Theologin und Hochschullehrerin.

## Leben
Egger-Wenzel schloss 1983 als Diplom-Krankenschwester in Altötting ab und war anschließend bis 1985 am Krankenhaus in Bad Reichenhall tätig. Von 1986 bis 1992 folgte ein Studium der katholischen Theologie an der Universität Salzburg sowie an der Theologischen Fakultät Luzern, das sie 1992 als Mag. theol. an der Universität Salzburg abschloss. 1992 begann sie ein Promotionsstudium, welches sie 1997 als Dr. theol. mit der Dissertation Von der Freiheit Gottes, anders zu sein. Die zentrale Rolle der Kapitel 9 und 10 für das Ijobbuch an der Philosophisch-Theologischen Hochschule Benediktbeuern beim Alttestamentler Otto Wahl abschloss. Dort erfolgte 2004 auch ihre Habilitation.
Egger-Wenzel ist Universitätsprofessorin für Alttestamentliche Bibelwissenschaft an der Universität Salzburg und Präsidentin der International Society for the Study of Deuterocanonical and Cognate Literature (ISDCL).

## Publikationen (Auswahl)
- Von der Freiheit Gottes, anders zu sein: die zentrale Rolle der Kapitel 9 und 10 für das Ijobbuch. Würzburg 1998: Echter. ISBN 3-429-01933-8.
- mit Ingrid Krammer: Der Einzelne und seine Gemeinschaft bei Ben Sira. Berlin, New York 1998: de Gruyter. ISBN 3-11-016371-3
- mit Jeremy Corley: Prayer from Tobit to Qumran: inaugural conference of the ISDCL at Salzburg, Austria, 5 - 9 July 2003. Berlin, New York 2004: de Gruyter. ISBN 3-11-018018-9.
- (Hrsg.): Geist und Feuer: Festschrift anlässlich des 70. Geburtstages von Erzbischof Dr. Alois M. Kothgasser SDB, überreicht von der Katholisch-Theologischen Fakultät der Paris-Lodron-Universität Salzburg. Innsbruck, Wien 2007: Tyrolia-Verlag. ISBN 978-3-7022-2868-2.
- mit Jeremy Corley: Emotions from Ben Sira to Paul. Berlin, Boston 2012: de Gruyter. ISBN 978-3-8059-1126-9.
- mit Wolfgang Zwickel und Michael Ernst: Herders neuer Bibelatlas. Freiburg i. Br. 2013: Herder. ISBN 978-3-451-32350-8.